# Guillaume Le Testu
Guillaume Le Testu (Le Havre, Normandia, c. 1509 – Panamá, 31 de Março de 1573) foi um navegador, cartógrafo e corsário francês do Renascimento.

## Biografia
Fez os seus estudos de navegação no porto de Dieppe, vindo a tornar-se piloto de uma embarcação durante uma viagem de exploração francesa à costa do Brasil em 1551, na qual veio o cosmógrafo franciscano André Thevet. Na ocasião reconheceu a costa do Brasil desde a latitude de 26º sul até à altura da actual São Francisco do Sul, então denominada "Porto Novo dos Franceses".
Conduziu ao Brasil, em seguida, a expedição de Nicolas Durand de Villegagnon, que fundou uma colónia francesa na baía de Guanabara em 1555. Em abril de 1556 retornou a Le Havre com uma carta de Villegagnon requisitando mais colonos. Nesse ano foi indicado como Piloto Real, e presentou o rei Henrique II de França com um atlas composto por cinquenta e seis cartas, dedicado ao almirante Gaspar II de Coligny. Acredita-se que retornou com os três navios de reforços enviados à França Antártica por aquele almirante em Novembro de 1556, embora o seu nome não seja referido pelo pastor huguenote Jean de Léry ("Histoire d'un voyage fait en la Terre du Brésil, autrement dite Amérique, en 1557").
Le Testu retornou à França em fins de 1559, provavelmente conduzindo o próprio Villegagnon. Partiu em seguida para a costa da África e para a América do Norte, sem que se saiba ao certo se essa foi uma viagem para o comércio triangular de escravos, actividade económica que começava a ganhar força, à época. As observações feitas nesse período, assim como as que obteve de outros navegadores, levaram-no, em 1566, a redesenhar um planisfério que apresenta importantes progressos sobre os seus portulanos de dez anos antes, notadamente no que concerne ao continente austral, a propósito do qual rejeitou várias das legendas anteriores.
Com a sua nova carta concluída, Le Testu saiu a combater, a partir de 1567 pelos Huguenotes durante as Guerras de religião. Em 1568, foi capturado no mar pelos católicos espanhóis, permanecendo encarcerado até 1572 em Middelbourg, na Flandres.
Um florentino estabelecido na França, como Giovanni da Verrazano, Filippo Strozzi advogou a sua causa junto a Catarina de Médici. Em Junho de 1571, Carlos IX de França escreveu a seu primo, Filipe II da Espanha, pedindo a libertação do navegador francês, o que finalmente foi obtido, conforme demonstra um informe do secretário do duque de Alba, datado de 30 de Janeiro de 1572. Strozzi conhecia bem a experiência e as habilidades de Le Testu, e, à época, planejava uma grande expedição às Índias Ocidentais (informações espanholas coevas confirmam esse projecto francês), para onde enviou Le Testu em missão de reconhecimento. Para esse fim, Le Testu recebeu o comando de uma nau de guerra francesa de oitenta toneladas, tripulada por setenta homens. Dirigindo-se à região do Caribe encontrou Sir Francis Drake na Primavera seguinte (Abril de 1573) ao largo do Panamá.
Le Testu aceitou cooperar como piloto com Drake, agindo contra o inimigo comum, os espanhóis. Trinta anos mais jovem que o francês, o inglês escutou atentamente as instruções do primeiro, persuadindo-se de que não havia outra passagem para o Noroeste, que a "Terra Austral" que havia desenhado em seu portulano de 1556 e em seu planisfério de 1566 nada mais era do que a terra situada ao sul do Estreito de Magalhães, de difícil navegação, mas que deveria haver outra passagem de águas livres mais ao sul, comunicando com o Mar do Sul. Essa via, imaginada por Le Testu e descoberta mais tarde, receberia o nome de Passagem de Drake.
Juntos, atacaram uma tropa de mulas que transportava ouro e prata do Peru, pelo istmo do Panamá, para Nombre de Dios, principal porto atlântico de embarque dessas riquezas para a Espanha até ao século XVII. A operação foi um sucesso e o butim foi de tal ordem que, sem poder carregar todas as riquezas, os corsários carregaram o que puderam e enterraram o restante. A parte de Le Testu foi estimada em vinte mil libras esterlinas. Entretanto, ferido no ataque, preferiu ficar para trás com dois homens, enquanto recuperava as forças. Enquanto o grupo se recuperava, foi surpreendido por soldados espanhóis e Le Testu foi morto. O seu corpo foi decapitado e a sua cabeça exibida exemplarmente na praça principal em Nombre de Dios.
Actualmente, em sua homenagem, um bairro de Le Havre tem o seu nome.

## Descendência
Guillaume Le Testu teve um filho – Girard -, morto nos Açores durante a expedição de Filippo Strozzi contra os espanhóis (ver Batalha Naval de Vila Franca, 1582) e um neto, o último da linhagem, também Girard, que se considera ter acompanhado Samuel de Champlain ao Canadá (1608), e que frustrou um complô contra o fundador de Quebec.

## Obra
Le Testu é o autor de um atlas-portulano com cinquenta e seis mapas (Cosmographie Universelle selon les navigateurs, tant anciens que modernes, 1555–1556), integrante dos denominados "Mapas de Dieppe". Neste atlas, baseado numa coleção de cartas portuguesas, espanholas e francesas atribuída ao almirante Gaspar II de Coligny (a quem a obra é dedicada), incluiu um continente austral referindo: "não imaginário embora ninguém o tenha encontrado". Esses mapas apresentam grande variação em sua precisão e encontram-se ilustrados com habitantes, animais e plantas, muitos dos quais imaginários.